# Championnat de France féminin de handball de Nationale 1 2024-2025
Navigation
2023-2024 2025-2026
Le championnat de France féminin de handball de Nationale 1 2024-2025 est la quarante-troisième édition de cette compétition. Ce championnat est le troisième niveau de handball féminin en France derrière la Division 2 et devant la Nationale 2.

## Modalités
Le championnat oppose quarante-huit équipes dont quelques réserves de clubs de Division 1 (LBE) et Division 2. Les équipes sont réparties en quatre poules de douze selon des critères géographiques et sportifs (classement de la saison précédente, équilibre des équipes réserves).
À la fin de la saison, le meilleur premier dispute une finale contre le champion ultramarin pour déterminer le champion de France. Dans chaque poule, l'équipe non réserve la mieux classée est susceptible d’accéder en Division 2, soit 4 équipes qui sont classées de 1 à 4. Les 4 équipes seront départagés de la façon suivante (dans l’ordre, le critère suivant s’applique si le précédent ne permet pas de départager deux équipes) :
- ratio nombre de points sur nombre de matches joués,
- ratio goal average, sur nombre de matches joués,
- ratio meilleure attaque sur nombre de matches joués,
- tirage au sort.
Une fois ce classement à 4 établi, les équipes classées première et deuxième accèdent en Division 2. Un barrage d’accession en match aller/retour se joue entre l'équipe classée troisième et l'équipe classée quatrième, le match aller se disputant chez l'équipe classée quatrième. Les trois derniers de chaque groupe (soit 12 clubs) descendent en Nationale 2.

## Équipes participantes
Le 1er août 2024, les éléments financiers du bilan présentés par les dirigeants du Noisy-le-Grand handball n'ont pas convaincus la commission de contrôle de la FFHB pour lui permettre de rester dans le secteur professionnel conditionné par le cahier des charges de la Ligue féminine de handball (LFH). Il est remplacé par le club de ASUL Vaulx en Velin, finalement repêché par la LFH.

### Composition des poules
| Poule                                                                         | Club                                                                        | Localisation       | Classement de 2023-2024 |
| ----------------------------------------------------------------------------- | --------------------------------------------------------------------------- | ------------------ | ----------------------- |
| 1                                                                             |                                                                             |                    |                         |
| Toulouse Féminin HB                                                           | Occitanie, Haute-Garonne, Toulouse                                          | 14e de D2          |                         |
| La Roche-sur-Yon Vendée HB                                                    | Pays de la Loire, Vendée, La Roche-sur-Yon                                  | 2e, poule 1        |                         |
| Rochechouart St-Junien HB 87                                                  | Nouvelle-Aquitaine, Haute-Vienne, Rochechouart et Saint-Junien              | 3e, poule 1        |                         |
| US Mios-Biganos HB                                                            | Nouvelle-Aquitaine, Gironde, Biganos                                        | 4e, poule 1        |                         |
| Côte Basque Handball                                                          | Nouvelle-Aquitaine, Pyrénées-Atlantiques, Biarritz et Bayonne               | 5e, poule 1        |                         |
| Angoulême Charente handball                                                   | Nouvelle-Aquitaine, Charente (département), Angoulême                       | 6e, poule 1        |                         |
| HBC Celles-sur-Belle rés.                                                     | Nouvelle-Aquitaine, Deux-Sèvres, Celles-sur-Belle                           | 7e, poule 1        |                         |
| Nantes Handball Féminin rés.                                                  | Pays de la Loire, Loire-Atlantique, Nantes                                  | 8e, poule 1        |                         |
| Mérignac Handball rés.                                                        | Nouvelle-Aquitaine, Gironde, Mérignac                                       | 9e, poule 1        |                         |
| CM Floirac Cenon HB                                                           | Nouvelle-Aquitaine, Gironde, Floirac et Cenon                               | 1er de N2, poule 1 |                         |
| Bléré Val de Cher Handball                                                    | Centre-Val de Loire, Indre-et-Loire, Bléré                                  | 1er de N2, poule 2 |                         |
| Saint-Loubès Handball                                                         | Nouvelle-Aquitaine, Gironde, Saint-Loubès                                   | 2e de N2, poule 2  |                         |
| 2                                                                             |                                                                             |                    |                         |
| Noisy-le-Grand handball                                                       | Île-de-France, Seine-Saint-Denis, Noisy-le-Grand                            | 6e de D2           |                         |
| HB Octeville-sur-Mer                                                          | Normandie (région administrative), Seine-Maritime, Octeville-sur-Mer        | 1er, poule 2       |                         |
| Rouen Handball                                                                | Normandie, Seine-Maritime, Rouen                                            | 2e, poule 2        |                         |
| Brest Bretagne Handball rés.                                                  | Bretagne, Finistère, Brest                                                  | 3e, poule 2        |                         |
| Roz Hand'Du 29                                                                | Bretagne (région administrative), Finistère, Elliant                        | 4e, poule 2        |                         |
| CPB Rennes Handball                                                           | Bretagne, Ille-et-Vilaine, Rennes                                           | 5e, poule 2        |                         |
| Harnes HBC                                                                    | Hauts-de-France, Pas-de-Calais, Harnes                                      | 6e, poule 2        |                         |
| Saint-Amand Handball rés.                                                     | Hauts-de-France, Nord, Saint-Amand-les-Eaux                                 | 7e, poule 2        |                         |
| CJF Fleury Loiret Handball                                                    | Centre-Val de Loire, Loiret, Fleury-les-Aubrais                             | 8e, poule 2        |                         |
| CL Colombelles Handball                                                       | Normandie, Calvados, Colombelles                                            | 9e, poule 2        |                         |
| Paris 92 rés.                                                                 | Île-de-France, Hauts-de-Seine, Issy-les-Moulineaux                          | 1er de N2, poule 3 |                         |
| AS Sainte-Maure Troyes HB                                                     | Grand Est, Aube, Sainte-Maure et Troyes                                     | 2e de N2, poule 4  |                         |
| 3                                                                             |                                                                             |                    |                         |
| Metz Handball rés.                                                            | Grand Est, Moselle, Metz                                                    | 2e, poule 3        |                         |
| ES Besançon rés.                                                              | Bourgogne-Franche-Comté, Doubs, Besançon                                    | 3e, poule 3        |                         |
| Villemomble Handball                                                          | Île-de-France, Seine-Saint-Denis, Villemomble                               | 4e, poule 3        |                         |
| Reims Champagne HB                                                            | Grand Est, Marne, Reims                                                     | 4e, poule 3        |                         |
| Stella Saint-Maur Handball rés.                                               | Île-de-France, Val-de-Marne, Saint-Maur-des-Fossés                          | 6e, poule 3        |                         |
| Yutz Handball féminin                                                         | Grand Est, Moselle, Yutz                                                    | 7e, poule 3        |                         |
| US Palaiseau                                                                  | Île-de-France, Essonne, Palaiseau                                           | 9e, poule 3        |                         |
| Rosières Saint-Julien HB                                                      | Grand Est, Aube, Rosières-près-Troyes et Saint-Julien-les-Villas            | 1er de N2, poule 4 |                         |
| CM Aubervilliers                                                              | Île-de-France, Seine-Saint-Denis, Aubervilliers                             | 1er de N2, poule 5 |                         |
| CS Reichstett HB                                                              | Grand Est, Bas-Rhin, Reichstett                                             | 1er de N2, poule 6 |                         |
| Bassin Mussipontain Handball                                                  | Grand Est, Meurthe-et-Moselle, Pont-à-Mousson                               | 2e de N2, poule 5  |                         |
| Strasbourg Achenheim Truchtersheim Handball rés.                              | Grand Est, Bas-Rhin, Achenheim et Truchtersheim                             | 2e de N2, poule 6  |                         |
| 4                                                                             |                                                                             |                    |                         |
| Union du pays d'Aix Bouc HB                                                   | Provence-Alpes-Côte d'Azur, Bouches-du-Rhône, Bouc-Bel-Air                  | 1er, poule 4       |                         |
| SHBC La Motte-Servolex                                                        | Auvergne-Rhône-Alpes, Savoie, La Motte-Servolex                             | 2e, poule 4        |                         |
| Montpellier Handball (le HBF Montpellier Frontignan 34 a été rattaché au MHB) | Occitanie, Hérault, Frontignan et Montpellier                               | 3e, poule 4        |                         |
| OGC Nice CA HB rés.                                                           | Provence-Alpes-Côte d'Azur, Alpes-Maritimes, Nice                           | 4e, poule 4        |                         |
| JDA Dijon HB rés.                                                             | Bourgogne-Franche-Comté, Côte-d'Or, Dijon                                   | 5e, poule 3        |                         |
| Handball Plan-de-Cuques rés.                                                  | Provence-Alpes-Côte d'Azur, Bouches-du-Rhône, Plan-de-Cuques                | 5e, poule 4        |                         |
| HBC Thuir                                                                     | Occitanie, Pyrénées-Orientales, Thuir                                       | 6e, poule 4        |                         |
| CS Annecy-le-Vieux HB                                                         | Auvergne-Rhône-Alpes, Haute-Savoie, Annecy                                  | 7e, poule 4        |                         |
| AS Cannes Mandelieu Handball                                                  | Provence-Alpes-Côte d'Azur, Alpes-Maritimes, Cannes et Mandelieu-la-Napoule | 8e, poule 4        |                         |
| Bron Handball                                                                 | Auvergne-Rhône-Alpes, Métropole de Lyon, Bron                               | 9e, poule 4        |                         |
| AL Saint-Genis-Laval HB                                                       | Auvergne-Rhône-Alpes, Métropole de Lyon, Saint-Genis-Laval                  | 1er de N2, poule 7 |                         |
| USAM Nîmes Gard                                                               | Occitanie, Gard, Nîmes                                                      | 1er de N2, poule 8 |                         |

### Carte
| \| Toulouse La Roche-sur-Yon Rochechouart Mios Côte basque Angoulême Celles-sur-B. Nantes Mérignac Floirac Bléré Saint-Loubès Noisy Octeville Rouen Brest Elliant Fleury Rennes Harnes Saint-Amand Colombelles Isssy-les-Mou. Sainte-Maure Besançon Metz Villemomble Reims Yutz Palaiseau Saint-Maur Rosières-près-T. Aubervilliers Reichstett Pont-à-Mousson Achenheim Bouc-Bel-Air La Motte-S. Montpellier Nice Dijon Thuir Plan-de-Cuques Annecy-le-V. Cannes Bron Saint-Genis-Lav. Nîmes \| Localisation des clubs engagés dans le championnat. |
| Toulouse La Roche-sur-Yon Rochechouart Mios Côte basque Angoulême Celles-sur-B. Nantes Mérignac Floirac Bléré Saint-Loubès Noisy Octeville Rouen Brest Elliant Fleury Rennes Harnes Saint-Amand Colombelles Isssy-les-Mou. Sainte-Maure Besançon Metz Villemomble Reims Yutz Palaiseau Saint-Maur Rosières-près-T. Aubervilliers Reichstett Pont-à-Mousson Achenheim Bouc-Bel-Air La Motte-S. Montpellier Nice Dijon Thuir Plan-de-Cuques Annecy-le-V. Cannes Bron Saint-Genis-Lav. Nîmes                                                           |

## Phase initiale

### Légende
- Promu en Division 2 ou barragiste pour l'accession à cette division.
- Equipe réserve ne pouvant pas prétendre à la montée en Division 2 mais pouvant être classé en vue d'une éventuelle finale de Nationale 1.
- Repêché d'une relégation en Nationale 2.
- Relégué en Nationale 2.
- Rétrogradé en Nationale 2 pour raison extra-sportive.
- R : Relégué de Division 2.
- P : Promu de Nationale 2.

### Poule 1

#### Classement
|    | Équipe                       | Pts  | J  | G  | N | P  | Bp  | Bc  | Diff |
| -- | ---------------------------- | ---- | -- | -- | - | -- | --- | --- | ---- |
| 1  | Côte Basque Handball         | 59   | 22 | 18 | 1 | 3  | 641 | 521 | 120  |
| 2  | La Roche-sur-Yon Vendée HB   | 57   | 22 | 17 | 1 | 4  | 592 | 489 | 103  |
| 3  | US Mios-Biganos              | 54   | 22 | 16 | 0 | 6  | 606 | 529 | 77   |
| 4  | Mérignac Handball rés.       | 53   | 22 | 15 | 1 | 6  | 709 | 632 | 77   |
| 5  | Angoulême Charente HB        | 51   | 22 | 14 | 1 | 7  | 611 | 538 | 73   |
| 6  | Rochechouart St-Junien 87    | 49   | 22 | 13 | 1 | 8  | 583 | 536 | 47   |
| 7  | Bléré Val de Cher Handball P | 40   | 22 | 8  | 2 | 12 | 563 | 569 | -6   |
| 8  | Toulouse Féminin HB R        | 39   | 22 | 8  | 1 | 13 | 547 | 578 | -31  |
| 9  | Saint-Loubès Handball P      | 39   | 22 | 8  | 1 | 13 | 605 | 624 | -19  |
| 10 | Nantes Handball Féminin rés. | 29   | 22 | 3  | 1 | 18 | 523 | 674 | -151 |
| 11 | CM Floirac Cenon HB P        | 29-3 | 22 | 4  | 2 | 16 | 413 | 556 | -143 |
| 12 | HBC Celles-sur-Belle rés.    | 26   | 22 | 2  | 0 | 20 | 488 | 635 | -147 |

Note :
- Le CM Floirac Cenon HB  a été sanctionné de 3 points pour un match perdu par forfait lors des 10e (défaite 21-25 face à Rochechouart St-Junien HB 87), 11e (défaite 31-22 face à Bléré Val de Cher Handball) et 12e (défaite 29-25 face à Saint-Loubès Handball) pour avoir inscrit sur les feuilles de match une joueuse non autorisée (ayant participé à plusieurs matchs avec son club d'origine (Floirac) sur la période de la licence blanche)[4].

### Poule 2

#### Classement
|    | Équipe                       | Pts  | J  | G  | N | P  | Bp  | Bc  | Diff |
| -- | ---------------------------- | ---- | -- | -- | - | -- | --- | --- | ---- |
| 1  | HB Octeville-sur-Mer         | 60   | 22 | 19 | 0 | 3  | 624 | 500 | 124  |
| 2  | Rouen Handball               | 50   | 22 | 13 | 2 | 7  | 612 | 561 | 51   |
| 3  | Roz Hand'Du 29               | 49   | 22 | 13 | 1 | 8  | 570 | 535 | 35   |
| 4  | Noisy-le-Grand handball R    | 48-4 | 22 | 14 | 2 | 6  | 634 | 585 | 49   |
| 5  | CPB Rennes                   | 45   | 22 | 10 | 3 | 9  | 563 | 567 | -4   |
| 6  | Brest Bretagne Handball rés. | 42   | 22 | 10 | 0 | 12 | 546 | 566 | -20  |
| 7  | CJF Fleury Loiret            | 42-4 | 22 | 11 | 2 | 9  | 540 | 523 | 17   |
| 8  | Harnes HBC                   | 41   | 22 | 7  | 5 | 10 | 587 | 614 | -27  |
| 9  | Paris 92 rés. P              | 41   | 22 | 7  | 5 | 10 | 632 | 639 | -7   |
| 10 | Saint-Amand Handball rés.    | 40   | 22 | 8  | 2 | 12 | 575 | 587 | -12  |
| 11 | CL Colombelles Handball      | 34   | 22 | 6  | 0 | 16 | 584 | 656 | -72  |
| 12 | AS Sainte-Maure Troyes HB P  | 28   | 22 | 2  | 2 | 18 | 555 | 689 | -134 |

Note :
- Le CJF Fleury Loiret Handball a été sanctionné de :
  - 1 point de pénalité pour un match perdu par forfait : le match de la J1 contre le Saint-Amand Handball rés. est déclaré perdu par pénalité pour l'équipe de Fleury pour avoir inscrit une joueuse non qualifiée à la date du match[5].
  - 3 points de pénalité sur le classement à cause de manquements lors de la saison 2023-24[6].

### Poule 3

#### Classement
|    | Équipe                     | Pts  | J  | G  | N | P  | Bp  | Bc  | Diff |
| -- | -------------------------- | ---- | -- | -- | - | -- | --- | --- | ---- |
| 1  | Metz Handball rés.         | 66   | 22 | 22 | 0 | 0  | 734 | 491 | 243  |
| 2  | ES Besançon rés.           | 54   | 22 | 16 | 0 | 6  | 647 | 588 | 59   |
| 3  | Stella Saint-Maur rés.     | 52   | 22 | 15 | 0 | 7  | 666 | 563 | 103  |
| 4  | Strasbourg ATH rés. P      | 50   | 22 | 14 | 0 | 8  | 673 | 608 | 65   |
| 5  | Villemomble Handball       | 49-4 | 22 | 15 | 1 | 6  | 613 | 583 | 30   |
| 6  | Bassin Mussipontain HB P   | 40   | 22 | 8  | 2 | 12 | 625 | 674 | -49  |
| 7  | CM Aubervilliers P         | 37   | 22 | 7  | 1 | 14 | 554 | 595 | -41  |
| 8  | Yutz Handball féminin      | 37   | 22 | 7  | 1 | 14 | 558 | 651 | -93  |
| 9  | US Palaiseau               | 36   | 22 | 7  | 0 | 15 | 594 | 635 | -41  |
| 10 | Rosières Saint-Julien HB P | 35   | 22 | 5  | 3 | 14 | 603 | 715 | -112 |
| 11 | CS Reichstett HB P         | 34   | 22 | 5  | 2 | 15 | 500 | 585 | -85  |
| 12 | Reims Champagne HB         | 34   | 22 | 6  | 0 | 16 | 514 | 593 | -79  |

Note :
- Le Villemomble Handball a été sanctionné de 4 points de pénalité sur le classement à cause de manquements lors de la saison 2023-24[6].

### Poule 4

#### Classement
|    | Équipe                       | Pts  | J  | G  | N | P  | Bp  | Bc  | Diff |
| -- | ---------------------------- | ---- | -- | -- | - | -- | --- | --- | ---- |
| 1  | USAM Nîmes Gard P            | 63   | 22 | 20 | 1 | 1  | 712 | 591 | 121  |
| 2  | JDA Dijon HB rés.            | 56   | 22 | 17 | 0 | 5  | 722 | 615 | 107  |
| 3  | CS Annecy-le-Vieux HB        | 49   | 22 | 13 | 1 | 8  | 617 | 591 | 26   |
| 4  | SHBC La Motte-Servolex       | 49   | 22 | 12 | 3 | 7  | 650 | 604 | 46   |
| 5  | Union du pays d'Aix Bouc HB  | 48   | 22 | 12 | 2 | 8  | 697 | 648 | 49   |
| 6  | Handball Plan-de-Cuques rés. | 45   | 22 | 11 | 1 | 10 | 645 | 679 | -34  |
| 7  | Montpellier Handball         | 42-2 | 22 | 9  | 2 | 11 | 623 | 631 | -8   |
| 8  | AS Cannes Mandelieu          | 41   | 22 | 8  | 3 | 11 | 607 | 623 | -16  |
| 9  | OGC Nice CA HB rés.          | 40   | 22 | 8  | 2 | 12 | 633 | 631 | 2    |
| 10 | Bron Handball                | 38-2 | 22 | 9  | 0 | 13 | 650 | 713 | -63  |
| 11 | AL Saint-Genis-Laval HB P    | 31   | 22 | 4  | 1 | 17 | 614 | 705 | -91  |
| 12 | HBC Thuir                    | 24   | 22 | 1  | 0 | 21 | 539 | 678 | -139 |

Note :
- Le Bron Handball et le Montpellier Handball ont été sanctionnés de 2 points de pénalité sur le classement à cause de manquements lors de la saison 2023-24[6].

### Classement interpoules des premiers
|   | Équipe               | Pts | J  | G  | N | P | Bp  | Bc  | Diff | Dép           |
| - | -------------------- | --- | -- | -- | - | - | --- | --- | ---- | ------------- |
| 1 | Metz Handball rés.   | 66  | 22 | 22 | 0 | 0 | 734 | 491 | 243  | 3,00pts/match |
| 2 | USAM Nîmes Gard P    | 63  | 22 | 20 | 1 | 1 | 712 | 591 | 121  | 2,87pts/match |
| 3 | HB Octeville-sur-Mer | 60  | 22 | 19 | 0 | 3 | 624 | 500 | 124  | 2,72pts/match |
| 4 | Côte Basque Handball | 59  | 22 | 18 | 1 | 3 | 641 | 521 | 120  | 2,68pts/match |

Le Metz Handball est qualifié pour la finale du Championnat de France de Nationale 1 mais ne peut être promu en tant qu'équipe réserve.
L'USAM Nîmes Gard et le HB Octeville-sur-Mer sont promus en Division 2.
Le Côte Basque Handball et le Villemomble Handball, première équipe non réserve de la poule 3 derrière le Metz Handball, disputent un barrage de promotion en Division 2.
Le HB Octeville-sur-Mer ne pouvant pas monter pour raisons financières, La Roche-sur-Yon Vendée HB s'est vu proposer la place vacante en Division 2 grâce à sa position de meilleur 2e au ranking féminin de la saison 2024-2025.

## Phase finale

### Barrage d’accession
Les deux premières équipes du classement interpoules sont directement promues en Division 2. Les équipes classés 3e et 4e disputent un barrage d'accession en match aller/retour où le club le mieux classé reçoit au match retour. Cependant, suite au refus de Côte Basque Handball et de Villemomble Handball, première équipe non réserve de la poule 3 derrière le Metz Handball, les barrages qui devaient se dérouler les week-ends du 31 mai/1er juin et du 7/8 juin 2025 ont été annulés. Le refus de Côte Basque Handball est expliqué par la situation financière du club qui n’est pas suffisante pour grimper d’un étage.

### Finale du championnat de France N1
Le titre de champion de France se joue entre le Metz Handball  rés., 1er du classement interpoules des premiers (meilleur premier de groupe de la compétition métropolitaine), et la Case Cressonniere (club champion de France Ultramarin).
| 14 juin 2025 16h00 | Case Cressonniere | 31 - 28 (tab) | Metz Handball rés. | Palais des sports Robert-Oubron, Créteil |
| 14 juin 2025 16h00 | (15 - 11, 27-27)  |               |                    | Palais des sports Robert-Oubron, Créteil |
| 14 juin 2025 16h00 | Tab : 4-1         |               |                    | Palais des sports Robert-Oubron, Créteil |

Au terme de la séance de tirs au but, les Réunionnaises de la Case Cressonniere remportent le titre de Champion de France de Nationale 1,.

## Bilan de la saison
| Tableau d'honneur de la saison 2024-2025 | |
| Compétition                              | Vainqueur |
| Nationale 1                              | Case Cressonniere |
| Promotions et relégations                | |
| Promu en Division 2                      | USAM Nîmes Gard P La Roche-sur-Yon Vendée HB |
| Relégués de Division 2                   | Bergerac 2P HB |
| Relégués en Nationale 2                  | Nantes Handball Féminin rés. (10e poule 1) CM Floirac Cenon HB P (11e poule 1) HBC Celles-sur-Belle rés. (12e poule 1) Saint-Amand Handball rés. (10e poule 2) CL Colombelles Handball (11e poule 2) AS Sainte-Maure Troyes HB P (12e poule 2) Rosières Saint-Julien HB P (10e poule 3) CS Reichstett HB P (11e poule 3) Reims Champagne HB (12e poule 4) Bron Handball (10e poule 4) AL Saint-Genis-Laval HB P (11e poule 4) HBC Thuir (12e poule 4) |
| Promus de Nationale 2                    | Bordes Sports Chambray Touraine HB rés. Entente Bro Léon HBC Serris Val d'Europe Villers Handball ASPTT Strasbourg HBC Échirolles-Eybens Handball Val d`Argens Handball Saint-Étienne Métropole 42 Saint Sébastien Sud Loire Handball Paris Sport Club Narbonne Handball |